# Phí Ngọc Thanh
Phí Ngọc Thanh (phồn thể: 費玉清, giản thể: 费玉清, tiếng Anh: Fei Yu-ching/Yu-ching Fei) sinh ngày 17 tháng 7 năm 1955, tên thật Trương Ngạn Đình (phồn thể: 張彥亭, giản thể: 张彦亭), là một ca sĩ và người dẫn chương trình người Đài Loan.

## Đôi nét về tiểu sử & sự nghiệp
Phí Ngọc Thanh sinh ra và lớn lên trong một gia đình viên chức tại Đài Bắc, Đài Loan; cha của ông là người gốc Đồng Thành, An Khánh, An Huy; gia đình ông có ba người con, trong đó Phí Ngọc Thanh là con út. Năm 1972 và 1973, khi Phí Ngọc Thanh 17 tuổi, ông tham gia cuộc thi ca hát "Tinh đối tinh/星對星" do Công ty Truyền hình Trung Quốc tổ chức, giành vị trí thứ tư với ca khúc "Mưa bụi tà dương/煙雨斜陽". Sau khi hoàn thành thời gian thực hiện nghĩa vụ quân sự vào năm 1975, Phí Ngọc Thanh tiếp tục đi hát tại các quán bar và nhà hàng. Năm 1977, dưới sự giới thiệu của chị gái, Phí Ngọc Thanh gặp gỡ nhạc sĩ Lưu Gia Xương, người sau này viết cho Phí Ngọc Thanh nhiều ca khúc đáng nhớ trong sự nghiệp của ông, cũng như kí kết hợp đồng với công ty phát hành đĩa Hải Sơn/海山唱片 và thu âm album đầu tiên của mình.
Năm 1979, Phí Ngọc Thanh thu âm ca khúc "晚安曲 (Vãn an khúc)/Bài ca chúc ngủ ngon". Ca khúc sau đó được đài CTV của Đài Loan bắt đầu sử dụng làm ca khúc khép lại một ngày phát sóng. Sau khi Thiết quân luật tại Đài Loan được dỡ bỏ, CTV cũng dừng việc sử dụng ca khúc mở đầu và kết thúc cho phần phát sóng mỗi ngày. Nhưng điều đặc biệt hơn là, sau năm 1991, "Vãn an khúc" lại trở thành bản nhạc được các cửa hàng bách hóa phát sử dụng để báo hiệu giờ đóng cửa. Kể từ đó, "truyền thống" này trở nên ngày một phổ biến: ca khúc được phát tại cửa hàng đồ ăn nhanh, khu thương mại, nhà hàng, thư viện,... "Vãn an khúc" trở thành ca khúc không chính thức để kết thúc một ngày kinh doanh, làm việc. Ngoài ra, ở một số doanh trại quân đội tại Trung Quốc Đại lục, bài hát cũng được phát cho quân nhân nghe trước giờ ngủ. Sang tới những năm 2000, do Đài Loan đã nghiêm ngặt hơn trong vấn đề sở hữu trí tuệ, việc phát ca khúc này cũng bị ảnh hưởng phần nào. Tuy nhiên, việc những chủ cửa hiệu dùng "Vãn an khúc" để thông báo cho khách hàng rằng giờ đóng cửa sắp tới vẫn còn rất phổ biến tại đất nước này. Năm 1994, "Vãn an khúc" được phát hành trong album riêng cùng tên của Phí Ngọc Thanh. Năm 1996, "Vãn an khúc" được trao giải Đài Loan Kim khúc cho album xuất sắc nhất.
Năm 1988, bộ phim "一翦梅 (Nhất tiễn mai)/Một nhành mai" trở thành bộ phim truyền hình đầu tiên của Đài Loan được phát sóng tại Trung Quốc Đại lục, và nhanh chóng nhận được sự quan tâm của khán giả. Ca khúc chủ đề phim (cũng mang tên "Nhất tiễn mai") do Phí Ngọc Thanh thể hiện cũng qua đó giới thiệu tên tuổi của ông tới với khán thính giả Trung Quốc (trước đó cái tên Phí Ngọc Thanh chỉ quen thuộc với khán thính giả Đài Loan). Qua nhiều thập kỉ, "Một nhành mai" đã trở thành ca khúc kinh điển của điện ảnh và ca nhạc Hoa ngữ, được rất nhiều ca sĩ thể hiện, nhưng giọng ca của Phí Ngọc Thanh vẫn để lại nhiều ấn tượng trong lòng người xem.
Năm 2006, Phí Ngọc Thanh thu âm cùng Châu Kiệt Luân ca khúc "千里之外 (Thiên lý chi ngoại)/Ngoài xa ngàn dặm" cho album "Still Fantasy" của Châu Kiệt Luân. Ca khúc sớm có được vị trí cao trên các bảng xếp hạng âm nhạc năm đó và trở thành ca khúc kinh điển của cả ông và Châu Kiệt Luân. Ca khúc đã giới thiệu giọng ca của Phí Ngọc Thanh tới với khán giả trẻ tuổi bấy giờ, cũng như giúp những khán tuổi lớn tuổi hơn biết đến tên tuổi Châu Kiệt Luân. Năm 2007, Phí Ngọc Thanh thu âm bản đơn ca (solo) cho "Thiên lý chi ngoại" trong album "青青校樹/Thanh thanh giáo thụ" và tháng 2 năm 2008 đơn ca thể hiện ca khúc này trong chương trình mừng năm mới của đài CCTV4. Tháng 8 năm 2016, Phí Ngọc Thanh và Châu Kiệt Luân lần đầu tiên song ca bài hát này trên sóng truyền hình, trong chương trình "中國新歌聲 (Sing! China)". Tại Việt Nam, đây vẫn là một trong những ca khúc của Phí Ngọc Thanh được thính giả Việt trẻ biết tới nhiều hơn cả.
Ngày 27 tháng 9 năm 2018, Phí Ngọc Thanh tuyên bố sẽ rút khỏi ca đàn. Chuyến lưu diễn cuối cùng của ông được lên kế hoạch vào tháng 2, tháng 3 và tháng 5 năm 2019 tại Ma Cao, Thượng Hải, Singapore và Đài Bắc. Buổi biểu diễn hòa nhạc cuối cùng của ông đã được kéo dài đến tháng 10 năm 2019. Ông cũng tham gia thi đấu trong chương trình cuối cùng "Our Song" với A Vân Ca cho đến tháng 1 năm 2020.
Vào năm 2020, ca khúc "Nhất tiễn mai/Một nhành mai" (được biết đến với "Xue hua piao piao bei feng xiao xiao") đã trở thành một meme Internet, đứng đầu trên bảng xếp hạng Spotify Viral 50 ở các quốc gia như Na Uy, Thụy Điển, Phần Lan và New Zealand.

## Đời sống cá nhân
Năm 1981, ông đính hôn với Chie Yasui, một nữ diễn viên Nhật Bản, nhưng ông đã hoãn đám cưới vì gia đình Yasui yêu cầu ông phải nhập cư theo chế độ mẫu hệ, chuyển sang quốc tịch Nhật Bản và từ bỏ sự nghiệp ở Đài Loan. Từ đó, ông vẫn sống độc thân.

## Danh sách một số đĩa hát
| Năm  | Tên đĩa nhạc                                                                               | Công ty phát hành                       | Ngôn ngữ        |
| ---- | ------------------------------------------------------------------------------------------ | --------------------------------------- | --------------- |
| 1977 | 我心生愛苗/Lòng tôi đã nảy nở tình yêu                                                     | Công ty phát hành đĩa Hải Sơn/海山唱片  | Tiếng Phổ thông |
| 1978 | 白雲長在天/Mây trắng luôn trên bầu trời                                                    | Công ty phát hành đĩa Hải Sơn/海山唱片  | Tiếng Phổ thông |
| 1979 | 舊時情/Mối tình khi trước                                                                  | Công ty phát hành đĩa Hải Sơn/海山唱片  | Tiếng Phổ thông |
| 1979 | 一襲青紗萬縷情/Một tấm lụa xanh vạn sợi tình                                               | Công ty phát hành đĩa Hải Sơn/海山唱片  | Tiếng Phổ thông |
| 1980 | 中華民國/Trung Hoa Dân Quốc tụng                                                           | Công ty phát hành đĩa Hải Sơn/海山唱片  | Tiếng Phổ thông |
| 1981 | 變色的長城/Trường Thành đổi sắc                                                            | Công ty phát hành đĩa Tony/東尼唱片     | Tiếng Phổ thông |
| 1981 | 送你一把泥土/Gửi bạn một nắm đất quê                                                       | Công ty phát hành đĩa Tony/東尼唱片     | Tiếng Phổ thông |
| 1982 | 走過我自己/Một mình bước qua                                                               | Công ty phát hành đĩa Tony/東尼唱片     | Tiếng Phổ thông |
| 1983 | 長江水/Nước sông Trường Giang                                                              | Công ty phát hành đĩa Tony/東尼唱片     | Tiếng Phổ thông |
| 1984 | 夢駝鈴/Mộng đà linh                                                                        | Công ty phát hành đĩa Tony/東尼唱片     | Tiếng Phổ thông |
| 1985 | 只為你清清的夢/Vì người có giấc mộng trong lành                                            | Công ty phát hành đĩa Tony/東尼唱片     | Tiếng Phổ thông |
| 1986 | 憶芙蓉/Kí ức phù dung                                                                      | Công ty phát hành đĩa Tony/東尼唱片     | Tiếng Phổ thông |
| 1987 | 凱旋/Khải hoàn                                                                             | Công ty phát hành đĩa Thiên Hạ/天下唱片 | Tiếng Phổ thông |
| 1987 | 甲人作伙/Giáp nhân tác hỏa                                                                 | Công ty phát hành đĩa Thiên Hạ/天下唱片 | Tiếng Mân Nam   |
| 1987 | 跟著地球旋轉/Xoay cùng địa cầu                                                             | Công ty phát hành đĩa Thiên Hạ/天下唱片 | Tiếng Phổ thông |
| 1988 | 從前 (Once Upon A Time)/Thuở trước                                                         | Công ty phát hành đĩa Thiên Hạ/天下唱片 | Tiếng Phổ thông |
| 1989 | 莫言醉/Không lời mà say                                                                    | Công ty phát hành đĩa Thiên Hạ/天下唱片 | Tiếng Phổ thông |
| 1992 | 情深往事直到永遠 (Those Were The Days When My Heart Was)/Tình thâm vãng sự - Tới vĩnh viễn | Công ty Warner Music Đài Loan           | Tiếng Phổ thông |
| 1993 | 一生的朋友/Bạn một đời                                                                     | Công ty Warner Music Đài Loan           | Tiếng Phổ thông |
| 1994 | 晚安曲/Vãn an khúc                                                                         | Công ty Warner Music Đài Loan           | Tiếng Phổ thông |
| 2002 | 風華再現 (Grace & Talent Recurrence)/Phong hoa tái hiện                                    | Công ty Warner Music Đài Loan           | Tiếng Phổ thông |
| 2003 | 何日君再來/Ngày nào người trở lại                                                          | Công ty Warner Music Đài Loan           | Tiếng Phổ thông |
| 2005 | 浮聲舊夢 (Floating Old Dreams)/Phù thanh cựu mộng                                          | Công ty Warner Music Đài Loan           | Tiếng Phổ thông |
| 2007 | 青青校樹/Thanh thanh giáo thụ                                                              | Công ty Warner Music Đài Loan           | Tiếng Phổ thông |
| 2008 | 回想曲之情話綿綿/Khúc hồi tưởng tình thoại dằng dặc                                        | Công ty Warner Music Đài Loan           | Tiếng Phổ thông |
| 2010 | 天之大/Bầu trời lớn                                                                        | Công ty Sony Music Đài Loan             | Tiếng Phổ thông |
| 2011 | 唱一遍一遍 (Never-ending Song)/Hát một lần một lần                                         | Công ty Sony Music Đài Loan             | Tiếng Phổ thông |
| 2012 | 只有你 (Only You)/Chỉ có em                                                                | Công ty Sony Music Đài Loan             | Tiếng Phổ thông |
| 2013 | 只想聽見費玉清/Chỉ muốn nghe Phí Ngọc Thanh                                                | Công ty Sony Music Đài Loan             | Tiếng Phổ thông |
| 2014 | 花開富貴迎新春/Hoa nở phú quý đón tân xuân                                                 | Công ty Warner Music Đài Loan           | Tiếng Phổ thông |
| 2016 | 嘿嘿嘿/Hey hey hey                                                                         | Công ty Tự Tại Thiên Hạo/自在天浩       | Tiếng Phổ thông |
| 2017 | 回魂/Hồi hồn                                                                               |                                         | Tiếng Phổ thông |
| 2017 | 夢誅緣·鎖清秋/Mộng tru duyên - Tỏa thanh thu                                               | Công ty văn hóa Thanh Ngự/青禦文化      | Tiếng Phổ thông |

## Các chương trình truyền hình tham gia với vai trò người dẫn chương trình
| Thời gian                                            | Đài truyền hình                        | Tên chương trình                         |
| ---------------------------------------------------- | -------------------------------------- | ---------------------------------------- |
| Ngày 27 tháng 3 năm 1993 - Tháng 3 năm 1998          | Công ty Truyền hình Đài Loan           | 龍兄虎弟/Long huynh hổ đệ                |
| Ngày 20 tháng 4 năm 1997 - Ngày 23 tháng 10 năm 1997 | Công ty Truyền hình Đài Loan           | 飛上彩虹/Bay trên cầu vồng               |
| Ngày 3 tháng 11 năm 1996 - Ngày 13 tháng 4 năm 1997  | Công ty Truyền hình Đài Loan           | 飛越星期天/Bay qua cuối tuần             |
| Ngày 2 tháng 7 năm 1996 - Ngày 30 tháng 9 năm 1997   | Công ty Truyền hình Trung Quốc         | 金嗓金賞/Giọng ca vàng phần thưởng vàng  |
| Năm 2004 - Năm 2006                                  | Công ty Truyền hình Trung Quốc         | 綜藝大哥大/Variety Big Brother           |
| Ngày 28 tháng 3 năm 1998 - Ngày 8 tháng 4 năm 2000   | Công ty Truyền hình Trung Hoa          | 龍虎綜藝王/Long Hu Commercial Show       |
| Ngày 4 tháng 4 năm 1995 - Ngày 23 tháng 4 năm 2000   | Công ty Truyền hình Trung Hoa          | 今宵花月夜/Kim tiêu hoa nguyệt dạ        |
| Ngày 24 tháng 7 năm 2000 - Ngày 29 tháng 11 năm 2002 | Công ty Truyền hình Đông Sâm           | 費玉清時間/Phí Ngọc Thanh thời gian      |
| Năm 2003 - Năm 2006                                  | Công ty Truyền hình Trung Thiên        | 費玉清的清音樂/Phí Ngọc Thanh thanh nhạc |
| Ngày 10 tháng 1 năm 2016 - Tháng 4 năm 2016          | Đài Truyền hình Thượng Hải Đông Phương | 國民美少女/Quốc dân mỹ thiếu nữ          |

## Các giải thưởng

### Giải Đài Loan Kim chung Truyền hình[6]
| Năm  | Hạng mục đề cử                                                                    | Đề cử cho                                | Kết quả    |
| ---- | --------------------------------------------------------------------------------- | ---------------------------------------- | ---------- |
| 1981 | Nam ca sĩ xuất sắc nhất Giải Kim chung lần thứ 16                                 |                                          | Đề cử      |
| 1984 | Nam ca sĩ xuất sắc nhất Giải Kim chung lần thứ 19                                 |                                          | Thắng giải |
| 1995 | Dẫn chương trình xuất sắc nhất cho chương trình tạp kĩ Giải Kim chung lần thứ 30  | 龍兄虎弟/Long huynh hổ đệ                | Thắng giải |
| 1997 | Dẫn chương trình xuất sắc nhất cho chương trình tạp kĩ Giải Kim chung lần thứ 32  | 金嗓金賞/Giọng ca vàng phần thưởng vàng  | Thắng giải |
| 1997 | Dẫn chương trình xuất sắc nhất cho chương trình tạp kĩ Giải Kim chung lần thứ 32  | 龍兄虎弟/Long huynh hổ đệ                | Đề cử      |
| 2005 | Dẫn chương trình xuất sắc nhất cho chương trình ca nhạc Giải Kim chung lần thứ 32 | 費玉清的清音樂/Phí Ngọc Thanh thanh nhạc | Thắng giải |

### Giải Đài Loan Kim khúc
| Năm  | Hạng mục đề cử                                                   | Đề cử cho                                                                                  | Kết quả    |
| ---- | ---------------------------------------------------------------- | ------------------------------------------------------------------------------------------ | ---------- |
| 1990 | Nam ca sĩ xuất sắc nhất Giải Kim khúc lần thứ 1                  |                                                                                            | Đề cử      |
| 1992 | Nam ca sĩ tiếng Phổ thông xuất sắc nhất Giải Kim khúc lần thứ 4  | 情深往事直到永遠 (Those Were The Days When My Heart Was)/Tình thâm vãng sự - Tới vĩnh viễn | Đề cử      |
| 1994 | Nam ca sĩ tiếng Phổ thông xuất sắc nhất Giải Kim khúc lần thứ 6  | 一生的朋友/Bạn một đời                                                                     | Đề cử      |
| 1996 | Nam ca sĩ tiếng Phổ thông xuất sắc nhất Giải Kim khúc lần thứ 7  | 晚安曲/Vãn an khúc                                                                         | Đề cử      |
| 1996 | Album tiếng Phổ thông xuất sắc nhất Giải Kim khúc lần thứ 7      | 晚安曲/Vãn an khúc                                                                         | Thắng giải |
| 2003 | Nam ca sĩ tiếng Phổ thông xuất sắc nhất Giải Kim khúc lần thứ 14 | 風華再現/Phong hoa tái hiện                                                                | Đề cử      |